# Meioneta jacksoni
Meioneta jacksoni là một loài nhện trong họ Linyphiidae.
Loài này thuộc chi Meioneta. Meioneta jacksoni được miêu tả năm 1937 bởi Braendegaard.